# Херсонський юридичний інститут Харківського національного університету внутрішніх справ
Херсонський юридичний інститут Харківського національного університету внутрішніх справ — вищий навчальний заклад ІІІ рівня акредитації загальнодержавної форми власності. Відповідно до ліцензії АВ № 552604 від 20.09.2010 року виданої Міністерством освіти і науки України, інститут має право здійснювати освітянську діяльність, пов'язану з:
- підготовкою фахівців юристів освітньо-кваліфікаційного рівня «бакалавр», «спеціаліст» за державним замовленням та на госпрозрахункових засадах за напрямком, спеціальністю «Правознавство»;
- підвищенням кваліфікації працівників органів внутрішніх справ України;
- підготовкою до вступу у вищі навчальні заклади громадян України.

## Структура
Навчання в інституті здійснюється на чотирьох факультетах:
- підготовки фахівців для підрозділів слідства, дізнання та кримінальної міліції;
- підготовки фахівців для міліції громадської безпеки;
- заочного та дистанційного навчання працівників органів внутрішніх справ України;
- юридичному.

## Навчання за державним замовленням
Факультет підготовки фахівців для підрозділів слідства, дізнання та кримінальної міліції здійснює підготовку фахівців освітньо-кваліфікаційного рівня «бакалавр», «спеціаліст» за напрямом, спеціальністю «Правознавство», спеціалізацією слідство та дізнання, оперуповноважені. Форма навчання — денна. Термін навчання — 4 роки.
Факультет підготовки фахівців для міліції громадської безпеки здійснює підготовку фахівців освітньо-кваліфікаційного рівня «бакалавр» за напрямом «Правознавство», адміністративно-правовою спеціалізацією. Форма навчання — денна. Термін навчання — 4 роки.
Факультет заочного та дистанційного навчання працівників ОВС здійснює підготовку бакалаврів для органів внутрішніх справ за напрямом «Правознавство». Форма навчання — заочна. Термін навчання — 3 або 5 років (залежно від базової освіти). На цей факультет приймаються особи рядового та начальницького складу ОВС віком до 35 років, які мають повну загальну середню освіту.

## Навчання на контрактній основі
Юридичний факультет готує висококваліфікованих юристів-правознавців для усіх галузей народного господарства країни за напрямом, спеціальністю «Правознавство», господарсько-правовою спеціалізацією на госпрозрахунковій (платній) основі за денною формою навчання (термін навчання — 5 років) і заочною формою навчання (термін навчання — 3; 4 та 5 років, залежно від базової освіти).

## Навчальний процес
Навчальний заклад забезпечує підготовку майбутніх абітурієнтів до вступу у вищі навчальні заклади України на курсах довузівської підготовки відповідно до ліцензії МОН України АВ № 552604 від 20.09.2010 року.
Також в інституті діють курси післядипломної освіти, які забезпечують: підвищення кваліфікації, спеціалізацію працівників ОВС, початкову підготовку вперше прийнятих на службу працівників для патрульної служби міліції та служби дільничних інспекторів міліції.
Навчальний процес забезпечують 15 кафедр, на яких працюють 3 Заслужені юристи України, 6 докторів наук, 54 кандидати наук, 2 професори, 23 доценти та 33 магістри, які мають високий рівень теоретичної підготовки та великий досвід роботи у правоохоронних структурах і на освітянській ниві.
Для вдосконалення навчально-виховного процесу в інституті ведеться активна робота з підвищення наукового та фахового рівня.
В навчальному закладі створені сприятливі умови для розвитку науки, підвищення наукового потенціалу, проводяться прикладні дослідження, які дозволяють не тільки підвищити якість підготовки фахівців з урахуванням європейських стандартів, а й поліпшити діяльність практичних підрозділів органів внутрішніх справ. Щороку збільшується кількість навчально-методичних і наукових видань, підготовлених фахівцями інституту.
Навчально-лабораторна площа інституту відповідає сучасним вимогам і складається з: 12 сучасних лекційних залів, 44 навчальних аудиторій, 3 спортивних залів (у тому числі борцівський та тренажерний), літнього спортивного майданчика, стадіону; 3 комп'ютерних класів, 2 бібліотеки з читальними залами, стрілецького тиру, сучасного криміналістичного полігону та навчального класу райвідділу ОВС, спеціально обладнаних кабінетів іноземних мов та оперативно-розшукової діяльності. Комп'ютерні класи підключені до всесвітньої мережі Інтернет та інформаційно-правової системи «Ліга і Закон». Фонд загальної бібліотеки інституту становить близько 62 тисяч примірників, він постійно оновлюється.
За час свого існування і до сьогодення керівництвом, науково-педагогічним складом, технічним персоналом докладено значних зусиль щодо забезпечення належних умов для навчання та виховання молоді. Покращується інфраструктура інституту: працюють центр дозвілля, юридична клініка, функціонує Центр правової допомоги населенню, відкрито Храм святителя Інокентія Херсонського.
Інститут стоїть на шляху розвитку, оновлення матеріально-технічної бази та реформування відомчої освіти.

## Джерело
- Сторінка Херсонського юридичного інституту ХНУВС на офіційному сайті ХНУВС